# Gonzalo Rodríguez Gacha

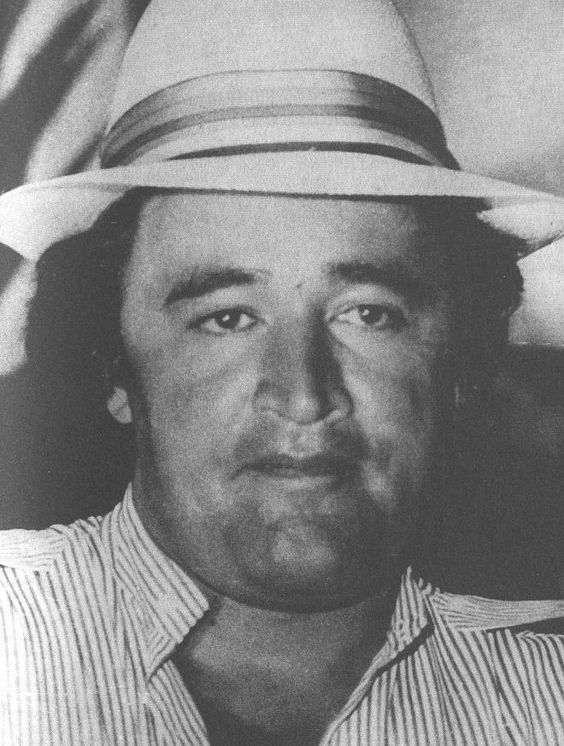
Gacha

José Gonzalo Rodríguez Gacha (* 14. Mai 1947 in Vergara, Pacho, Cundinamarca; † 15. Dezember 1989 in Tolú), wegen seiner Vorliebe zu großen Hüten auch „Don Sombrero“ oder „der Mexikaner“ genannt, war ein kolumbianischer Drogendealer und ein wichtiges Mitglied des berüchtigten Medellín-Kartells. Das Forbes-Magazin zählte ihn 1988 und 1989 zu den The World’s Billionaires, sein Gesamtvermögen wurde auf circa 1,3 Milliarden US-Dollar geschätzt.

## Leben

### Frühe Jahre
Gacha wurde in Vergara, Pacho im Bundesstaat Cundinamarca geboren und wuchs in einer Bauernfamilie auf. Mit 15 verließ er die Schule, um für den berüchtigten Smaragdhändler Gilberto Molina zu arbeiten. Dieser operierte überwiegend im Bundesstaat Boyaca. Trotz seiner jungen Jahre wusste Gacha sich gut zu behaupten und stieg in Molinas Strukturen schnell auf.
Die sogenannten Smaragdkriege, welche in den 1960er Jahren ihren Ursprung hatten, erreichten in den 1970ern ihren Höhepunkt. Der damalige Präsident Misael Pastrana Borrero erteilte 1973 den Bergbaugesellschaften Esmeralcol und Tecminas die Genehmigung, die Minen wieder zu öffnen, nachdem Mitte der 1960er die Rechte an die staatliche Minengesellschaft gingen und einige Jahre später die Minen wieder geschlossen wurden.
Am Ende gewann das Gespann um Gilberto Molina, Víctor Carranza und Gonzalo Rodríguez Gacha wieder die Kontrolle in dem Gebiet. Während sich Molina und Carranza gegen eine Zusammenarbeit mit Drogenkartellen aussprachen, um das Geschäft durch deren Logistik lukrativer zu gestalten, hielt Gacha dies für eine hervorragende Idee sein Geschäft weiter auszubauen. Diese Meinungsverschiedenheit führte letztendlich zum Bruch zwischen Gacha und Molina, welcher am 27. Februar 1989 mit dem Tod Molinas endete. In Sasaima wurde er auf seinem Anwesen von bewaffneten Männern überfallen und zusammen mit 18 weiteren Personen erschossen. Gacha soll der Drahtzieher dieses Anschlages gewesen sein.

### Einstieg in den Drogenhandel
Den ersten Kontakt mit Drogenhändlern stellte damals Mitte der 1970er Jahre eine Frau namens Veronica Rivera de Vargas für ihn her. Sie war eine Freundin von Pablo Escobar. Neben Gacha folgten auch weitere Smaragdhändler seiner Geschäftsidee: José Ruperto Córdoba Mariño (alias „El Colmillo“), Pedro Orejas und Luis Reinaldo Murcia (alias „Martelo“) unterstützten ihn bei diesem Vorhaben.
1976 gründete Gacha zusammen mit Pablo Escobar, Carlos Lehder Rivas und den Ochoa-Brüdern (Fabio, Juan David und Jorge) das berüchtigte Medellín-Kartell. Er operierte von Bogotá aus und sei laut US-Behörden für die gesamte Kokainverteilung an der Westküste der Vereinigten Staaten verantwortlich gewesen.
Durch seine guten Verbindungen zu den Sandinisten in Nicaragua trug er ebenso zum Ausbau der Drogengeschäfte in diesem Land bei. Weitere Routen verliefen zum Beispiel über Mexiko oder Haiti in die US-Städte Los Angeles und Houston. Durch die Bestechungen der entsprechenden Polizeibehörden wurden diese Drogentransporte möglich.
Der US-amerikanische Pilot Barry Seal war unter anderem für Gacha und das Medellín-Kartell tätig und flog tonnenweise Kokain in die USA. Nachdem Seal sich entschied, ein Informant der Strafverfolgungsbehörde DEA zu werden und gegen das Kartell auszusagen, wurde dieser von kolumbianischen Auftragsmördern erschossen.
Als 1981 eine linksgerichtete Guerillagruppe namens Movimiento 19 de Abril (kurz M-19) die Schwester der Ochoa-Brüder, Martha Ochoa kidnappte und ein Lösegeld verlangte, wurde seitens des Kartells eine paramilitärische Organisation mit dem Namen Muerte a Secuestradores (kurz MAS, übersetzt Tod den Kidnappern) ins Leben gerufen. Diese wurde vom Kartell sowohl logistisch, als auch finanziell unterstützt. Nachdem MAS der M-19 schwere Verluste zufügen konnte, wurde Martha Ochoa ohne eine Lösegeldzahlung unversehrt freigelassen.
Sein Einflussgebiet zog sich über Cundinamarca und Boyaca bis hin zu den östlichen Ebenen und Antioquia. Daraufhin kam Gacha auch in Kontakt mit der FARC, welche für ihn im Osten des Landes die Überwachung und den Schutz von Ernten und Drogenlaboren übernahm. 1983 kam es zum Bruch dieser Zusammenarbeit, nachdem die FARC sowohl Kokainpaste als auch Bargeld von Gacha stahl. Als Konsequenz führte Gonzalo Rodríguez Gacha mithilfe der Paramilitärs einen gnadenlosen Rachefeldzug gegen die FARC und beistehenden Gruppen, welche der FARC zugeordnet werden, wie zum Beispiel der Unión Patriótica (kurz UP). Dieser Krieg ging so weit, dass Gacha israelische und britische Söldner einfliegen ließ und bezahlte, um gegen die UP vorzugehen. Dies machte ihn zum Hauptbefehlshaber des Narkoparamilitarismus in Kolumbien. Durch seinen enormen Reichtum konnten seine Taten mit Schmiergeldern an Polizei, Militär und Politiker verheimlicht werden. Schätzungsweise wurden mindestens 800 Mitglieder der UP getötet.
Außerdem gründete und förderte Gacha viele rechtsgerichtete paramilitärische Gruppierungen, aus denen später z. B. die AUC entstand. Diese sollten zunächst die Kokain-Industrie vor linken Rebellen und anderen kriminellen Vereinigungen schützen, sind jedoch bis heute eine wichtige Konfliktpartei des seit über 40 Jahren andauernden bewaffneten Konfliktes in Kolumbien.
Er war zusammen mit Pablo Escobar und den Brüdern Ochoa Mitbegründer der „Extraditables“, einem militärischen Verbund der Drogenhändler, der sich für den Schutz ihrer Interessen und gegen die Auslieferung in die USA einsetzte, und der für die Ermordung von Luis Carlos Galán, dem Präsidentschaftskandidaten der liberalen Partei für die Wahlen 1990, verantwortlich war. Galán hatte für den Fall seiner Wahl eine verstärkte Offensive gegen die Drogenmafia angekündigt.
Ende der 1980er Jahre begann die Regierung um Präsident Virgilio Barco verstärkt gegen die Drogenkartelle vorzugehen. Es wurde die sogenannte „Operation Apokalypse“ ins Leben gerufen. Auf Gacha wurde ein Kopfgeld in Höhe von 500 Millionen Pesos ausgesetzt. In der Folge wurde sein Sohn wegen illegalen Waffenbesitzes in Bogotá festgenommen. Anschließend übte man Druck auf ihn aus, damit er seinen Vater den Behörden ausliefert, was jedoch nicht gelang.

### Tod

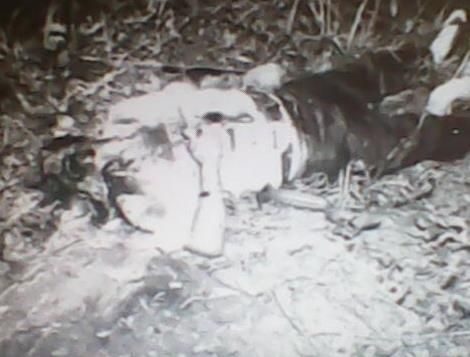
Foto des erschossenen Gonzalo Rodriguez Gacha im Jahr 1989

Am 15. Dezember 1989 landete ein Boot mit 30 Soldaten der kolumbianischen Spezialeinheit sowie zwei Kampfhubschrauber auf dem Grundstück „El Tesoro“ zwischen Coveñas und Tolú.
Man kam auf seine Spur, als er sich per Funksprechgerät eine Wagenladung Frauen an seinen entlegenen Aufenthaltsort bestellte. Die Ortung war ungenau, weil der Teil des Gespräches, den man abgefangen hatte, zu kurz war. Es wurden Elite-Polizeieinheiten aufgeboten, um die Gegend zu durchkämmen.
Die entscheidenden Hinweise kamen allerdings von einem seiner engsten Vertrauten. Jorge Velásquez (Spitzname „El Navegante“) war jedoch auch ein Informant für das Cali-Kartell und verriet unter anderem Gachas Aufenthaltsort in Cartagena an die Behörden. Gacha und seine Crew flüchteten daraufhin von Cartagena nach Tolú.
Nachdem es auf dem Anwesen eine heftige Schießerei gab, versuchten Gacha, sein Sohn und seine Leibwächter Richtung Sincelejo zu flüchten. Doch einige Soldaten fingen die Gruppe ab. Als es schien, dass ihm die Flucht über eine Bananenplantage gelingen sollte, stürzte er und verletzte sich am Bein. Im weiteren Verlauf wurde Gacha von einer Großkaliberkugel tödlich am Kopf getroffen. Neben ihm starben sein Sohn Freddy und auch sämtliche Leibwächter.
Zwei Tage später wurden die beiden Leichen in seiner Heimatstadt beigesetzt. Viele in seinem Dorf sahen in ihm einen freundlichen Mann und einen Wohltäter der Armen.
Er hinterließ mehr als hundert Immobilien, darunter Bauernhöfe, Häuser, Wohnungen, Grundstücke und Fahrzeuge im Wert von 40 Milliarden kolumbianischen Pesos. Sein immenses Vermögen zeigte sich vor allem bei der Durchsuchung seiner Immobilien. In seinen Haciendas waren Autos voller Goldbarren, Säcke voller Dollars und Smaragde versteckt.

### Trivia
Gacha war zu Lebzeiten ein frenetischer Anhänger des Fußballklubs Millonarios FC aus Bogotá, welchen er finanziell massiv unterstützte, um Spielergehälter zu bezahlen oder neue Spieler zum Verein locken zu können. Die Millonarios wurden 1987 und 1988 kolumbianischer Fußballmeister. Es wird vermutet, dass diese Meisterschaften mit seiner finanziellen Unterstützung gekauft wurden, beispielsweise durch die Bestechung gegnerischer Mannschaften.

## Film und Fernsehen
- 2012: Die fiktive Person Gustavo Ramirez wird in der Serie Pablo Escobar: El Patrón del Mal durch Juan Carlos Arango verkörpert und beruht auf Gonzalo Rodríguez Gacha.
- 2013: Die fiktive Person Gonzalo Rodríguez Mahecha wird in der Serie Tres Caínes durch Rodolfo Silva verkörpert und beruht auf Gonzalo Rodríguez Gacha. Silva wirkte schon bei der Serie Pablo Escobar: El Patrón del Mal mit und spielte dort die Rolle des Roberto Escobar.
- 2013: Darstellung in der Serie Narcos durch Luis Guzmán.
- 2015: Darstellung in der Serie Alias El Mexicano durch Juan Sebastián Calero. Calero wirkte schon bei der Serie Pablo Escobar: El Patrón del Mal mit und spielte dort die Rolle des jungen Gustavo Gaviria. Außerdem spielte er Gacha ebenfalls in der Serie Diomedes, el cacique de la junta.
- 2016: Die fiktive Person Gonzalo Rodríguez Largacha wird in der Serie Bloque de búsqueda durch Elkin Díaz verkörpert und beruht auf Gonzalo Rodríguez Gacha.
- 2016: Die fiktive Person Jaime Gonzalo Ramírez Lacha wird in der Serie En la boca del lobo durch Andrés Soleibe verkörpert und beruht auf Gonzalo Rodríguez Gacha.
- 2019: Darstellung in der Serie El General Naranjo durch Walter Luengas.